# 香港日報
《香港日報》（英語：The Hongkong News），是一份在1909年創刊、由日本人主理和出版的報章，該報除了出版繁體中文版本，還出版日文及英文版本。日報由日本人松鳩宗衛在1909年創辦，宗旨為服務在港日本人。日報初時只有日文版，其後分別於1938年及1939年發行中文版及英文版。日報於1941年日本佔領香港後繼續發行，成為軍政府的宣傳機器。太平洋戰爭結束後，香港日報停辦。

## 歷任社長
- 松鳩宗衛（1909年－1921年）
- 井手元一（1935年10月12日－1938年11月1日）
- 衛藤俊彥（1938年11月1日－1945年）[4]

## 圖集

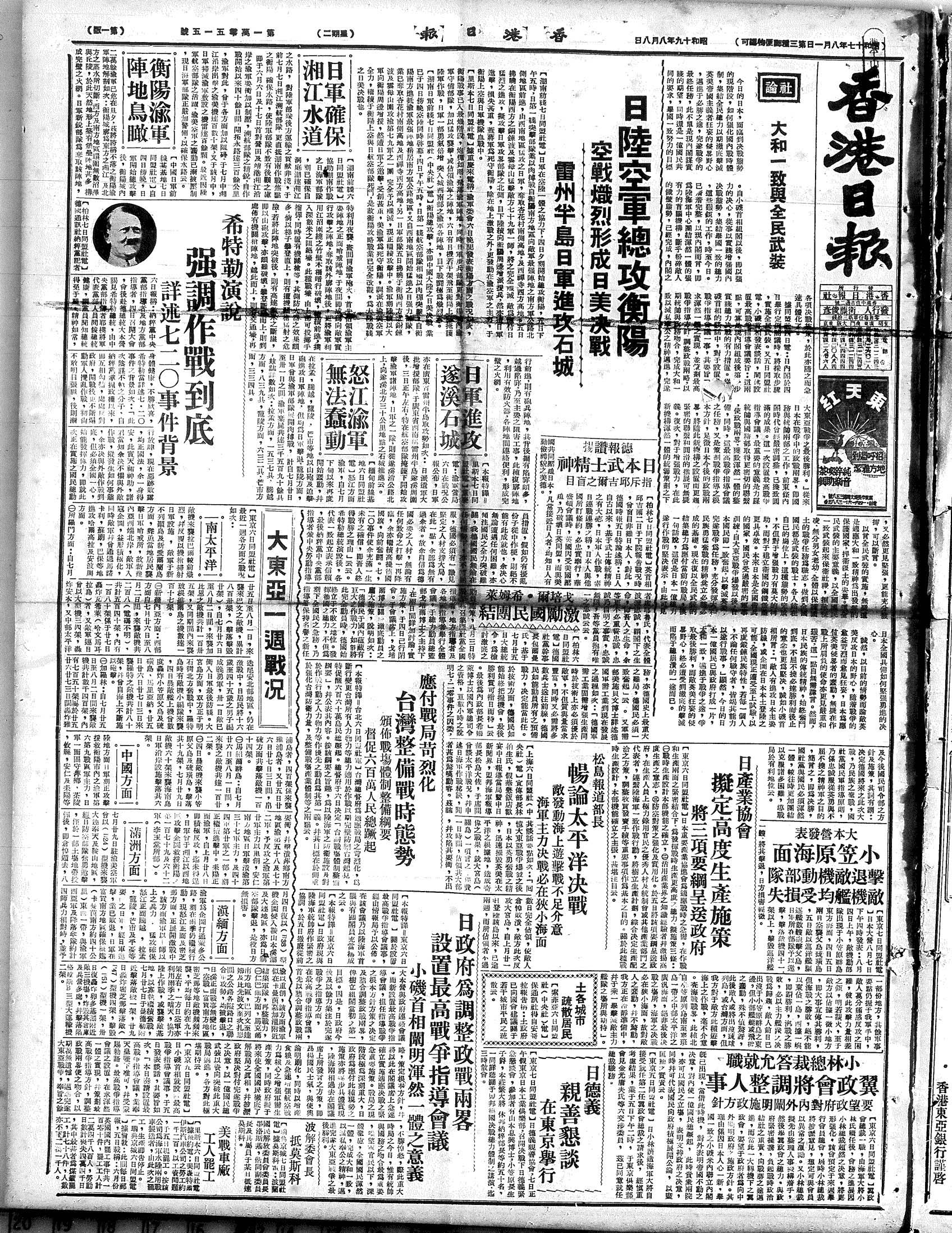
《香港日報》中文版1944年8月8日第一頁。
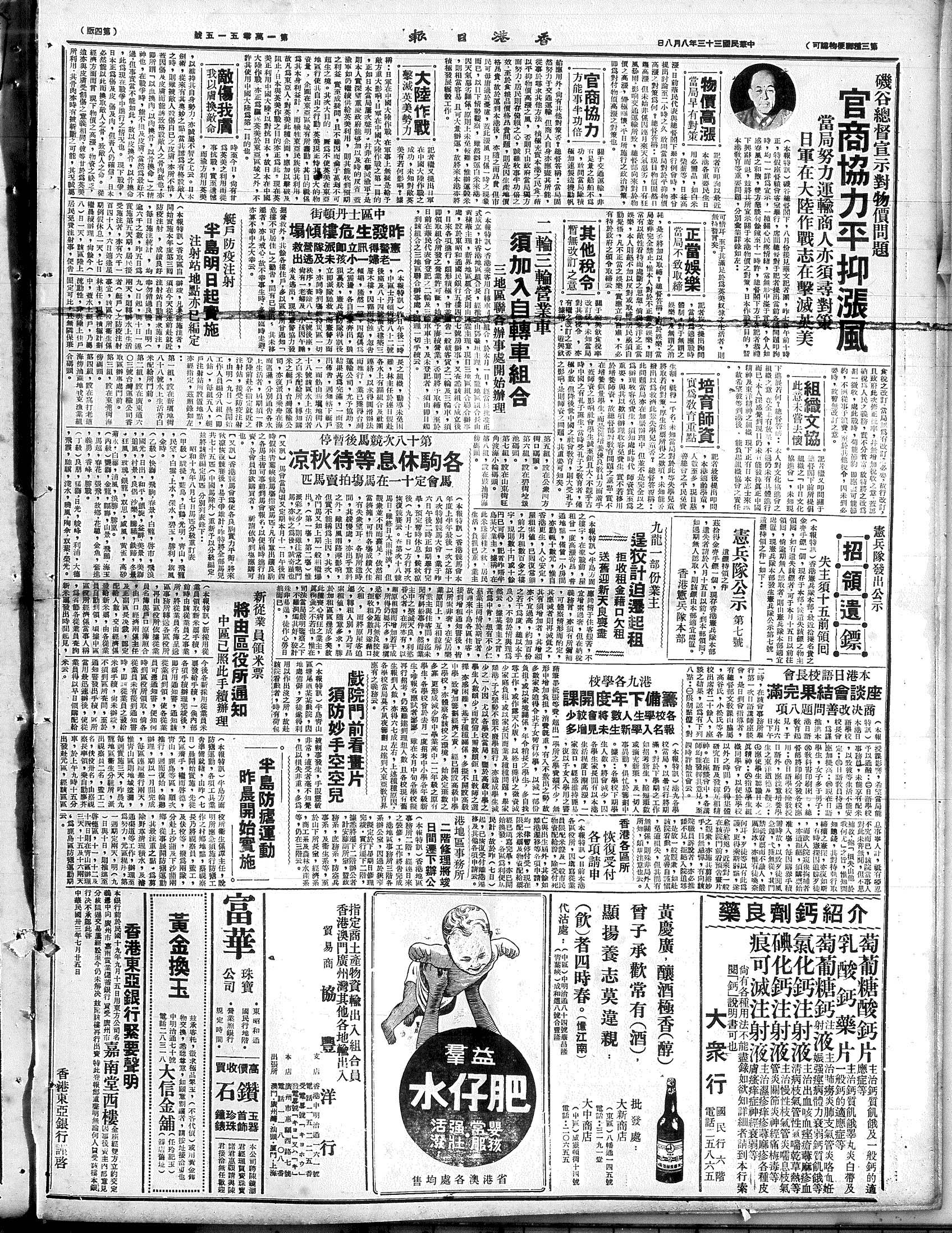
《香港日報》中文版1944年8月8日第二頁。

## 另請參見
- 香港郵報
- 台灣日日新報
- 西南日報